# George Claridge Druce
George Claridge Druce (* 23. Mai 1850 in Potterspury, Northamptonshire, England; † 29. Februar 1932 in Oxford) war ein englischer Botaniker und Chemiker. Sein offizielles botanisches Autorenkürzel lautet „Druce“.

## Leben und Wirken
George Claridge Druce wurde als illegitimer Sohn seiner nie verheirateten Mutter Jane Druce (* 1815 in Woughton-on-the-Green, Buckinghamshire) geboren. Im Alter von 16 Jahren ging er bei dem pharmazeutischen Unternehmen P. Jeyes & Co. in Northampton in die Lehre. 1872 absolvierte er die pharmazeutischen Prüfungen und wurde „retail chemist“. Sein wirkliches Interesse galt jedoch der Botanik. 1876 half er bei der Gründung der Northampton Natural History Society.
Druce hatte bei seinem Arbeitgeber eine Vereinbarung unterschrieben, in der er zusicherte, dass er kein konkurrierendes Unternehmen im Umkreis von 30 Meilen betreiben werde. Er ging im Juni 1879 nach Oxford, wo er seine Ersparnisse von etwa 400 £ in die Gründung einer eigenen Drogerie Druce & Co. an der Hausnummer 118 in der High Street investierte.
1880 half er bei der Gründung der Ashmolean Natural History Society of Oxfordshire. 1886 veröffentlichte er sein Werk The Flora of Oxfordshire. 1889 erhielt Druce ehrenhalber den MA-Grad von der Universität Oxford. 1895 wurde er zum „Fielding Curator in the Department of Botany“ ernannt.
Druce diente dem Oxford City Council ab 1892 bis zu seinem Tode. 30 Jahre lang war er Vorsitzender des Public Health Committee. Von 1896 bis 1897 war er Sheriff of Oxford, von 1900 bis 1901 Mayor of Oxford. 1909 zog er innerhalb Oxfords in die Hausnummer 9 der Crick Road.
1920 wurde Druce zu einem Alderman (etwa: Beigeordneter) ernannt. 1927 wurde er als Mitglied („Fellow“) in die Royal Society gewählt.
Druce starb in seinem Haus in der Crick Road, das er Yardley Lodge nannte, am 29. Februar 1932 im Alter von 82 Jahren. Er wurde im Holywell Cemetery beigesetzt.

## Schriften (Auswahl)
- The flora of Oxfordshire: Being a topographical and historical account of the flowering plants and ferns found in the county, with sketches of the progress of Oxfordshire botany during the last three centuries. Parker and Co., Oxford 1886 (Digitalisat).
  - 2. Auflage. 1927.
- The flora of Berkshire: Being a topographical and historical account of the flowering plants and ferns found in the county, with short biographical notices of the botanists who have contributed to Berkshire botany during the last three centuries. Clarendon Press, Oxford 1897 (Digitalisat).
- Account of the Herbarium of the University of Oxford. 2 Teile, Clarendon Press, Oxford 1897–1919 (Teil 1, Teil 2) – Mitautor von Teil 2.
- The Dillenian Herbaria. 1907 – herausgegeben von Sydney Howard Vines.
- List of British plants… 1908. 
  - 2. Auflage: British plant list… 1928.
- An Account of the Morisonian Herbarium in the possession of the University of Oxford. 1914 – mit Sydney Howard Vines.
- The comital flora of the British Isles. 1932.